# Nuova strada ANAS 403 - ex Strada statale 14 della Venezia Giulia
La nuova strada ANAS 403 - ex Strada statale 14 della Venezia Giulia (classificata come NSA 403) è una strada statale facente parte delle nuove strade ANAS.

## Percorso

### Tronco I
La strada ha origine in località Levada ad ovest di Portogruaro (km 60,450 della Strada statale 14 della Venezia Giulia) e termina sul torrente Reghenuzza percorrendo interamente via Levada al chilometro 1,750.

### Tronco II
Il secondo lotto inizia al chilometro 66,020 dell'ex Strada statale 14. a sud di via Giorgione. Termina su via Primo Maggio al km 67,350 della SS14.